# Nhơn Khánh
Nhơn Khánh là một xã thuộc thị xã An Nhơn, tỉnh Bình Định, Việt Nam.
Xã Nhơn Khánh có diện tích 8,65 km², dân số năm 1999 là 8.890 người, mật độ dân số đạt 1.028 người/km².

## Hành chính
Xã Nhơn Khánh được chia thành 4 thôn: An Hòa, Hiếu An, Khánh Hòa, Quan Quang.